# 亭獨尸逐侯鞮單于
亭獨尸逐侯鞮單于（？—98年），挛鞮氏，名師子，南匈奴第十任單于，為南匈奴第四任醢童尸逐侯鞮單于的兒子。漢永元六年（94年）立。

## 生平
師子初任左谷蠡王。汉和帝永元元年（公元89年），率万骑出朔方鸡鹿塞，与叔父休兰尸逐侯鞮单于共三万军，配合汉车骑将军窦宪，大破北匈奴军于稽落山（今蒙古额布根山）。次年，率左右部八千骑分军两路夜围北单于，斩获万余口，北单于仅以身免。因功深受南匈奴单于和汉帝殊遇。永元五年（93年），进升为左贤王，以素有智勇，受族人敬重，被新单于安国所猜忌，惧怕被诛，别居五原界，称病拒绝赴单于庭议事，遭安国袭击，逃到曼柏城。次年（一说同年），安国被其舅杀死后，師子被辅立为单于。
由於師子成為單于前曾多次參與征伐北匈奴的戰事，與北匈奴人結有嫌怨，因此新降的北匈奴部眾不服。降眾五六百人夜襲師子，漢安集掾王括出兵保護師子，戰敗的叛部，新降的部族遂相驚動，於是十五部二十幾萬人皆叛變，脅迫前單于屯屠何之子奧鞬日逐王逢侯為單于，匈奴再次分裂，東漢派邓鸿率领大軍以及烏桓、鮮卑兵共四萬人，在满夷谷（在今内蒙古准格尔旗西北）大敗逢侯，前后斩一万七千余，他派儿子率万骑出战。逢侯遂率眾出塞，漢軍追趕不及。永元八年（96年），以右温禺犊王乌居战原与安国同谋，想要考问他，乌居战于是叛出塞外，后被汉将庞奋所败。師子立四年去世，由前單于湖斜尸逐侯鞮单于之子檀繼位。

## 文獻
- 《後漢書·南匈奴列傳》

| 前任： 族父安國單于 | 南匈奴單于 94年─98 | 繼任： 叔子萬氏尸逐侯鞮單于 |